# 馬氏原鮡
馬氏原鮡，為輻鰭魚綱鯰形目鮡科的其中一種，為熱帶淡水魚類，分布於亞洲緬甸東北部淡水流域，體長可達7公分，棲息在底層水域，生活習性不明。